# شروانی (پوشاک)

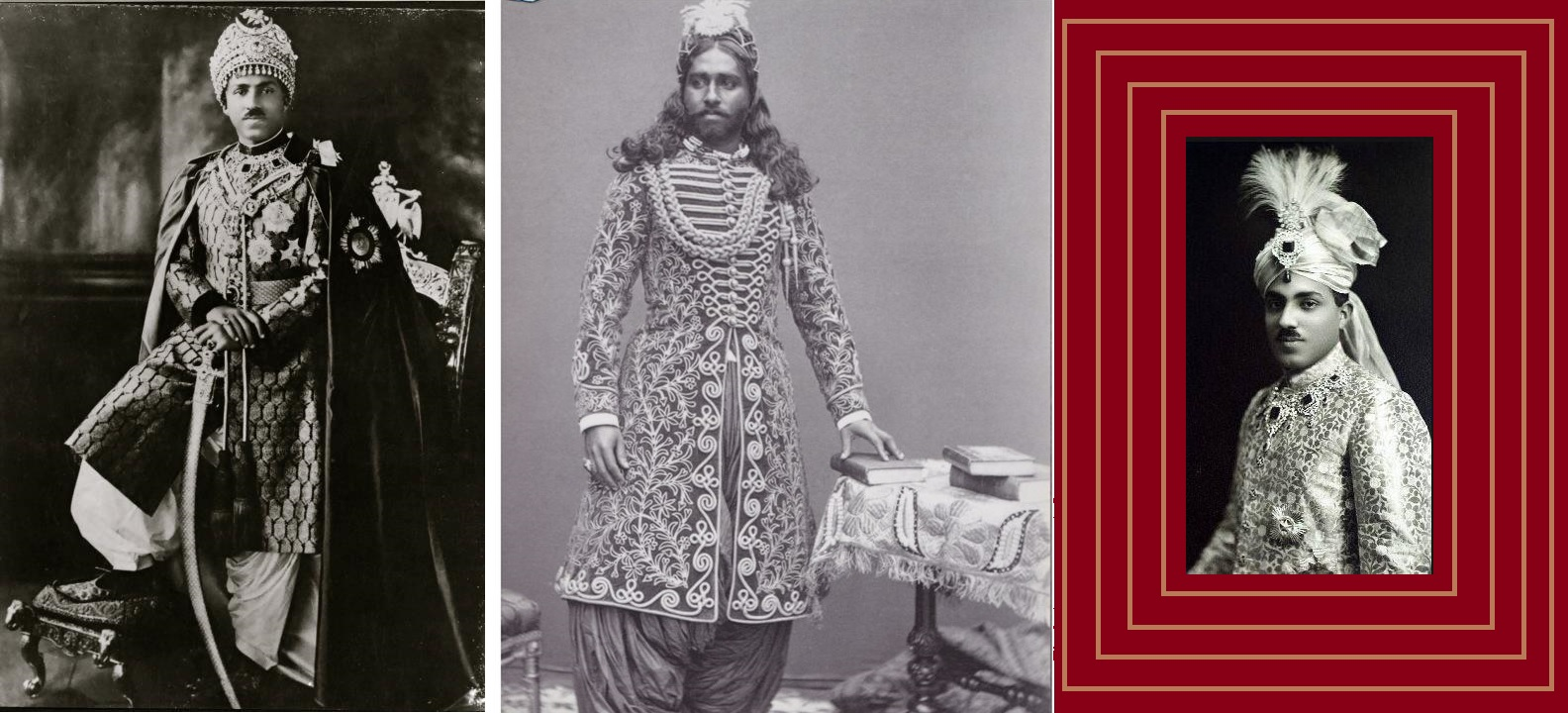
نواب با لباس شروانی

شروانی (هندی: शेरवानी؛ اردو: شیروانی؛ بنگالی: শেরওয়ানি) یک پوشاک سنتی و جامه‌ای بلند کت مانند است که در شبه قاره هند پوشیده می‌شود.
این پوشاک سنتی هندی که یک نوع کت است که تا زانوها پایین می‌آید بسیار شبیه به یک کت فراک غربی یا لهستانی یا اوپان لیتوانیایی است. این پوشش در اصل با اشرافیت مسلمانان در دوره استعمار انگلیس در هند همراه بود. در این لباس بر روی یک  کورتا (kurta) ترکیبی از دوتی (dhoti) یا لونگ و یک چوریدار (churidar) می‌پوشند و یک پیژامه یا شلوار به عنوان لباس زیرین استفاده می‌کنند.
اشکان نوعی شروانی است که طول آن بلندتر است و اغلب شروانی از پارچه‌های سنگین‌تر و مناسب برای کت و شلوار و با همراه با آستر ساخته می‌شود. اشکان دارای چاک‌هایی در کناره‌ها و قسمت جلویی لباس است که در گذشته با استفاده از نخ‌هایی به هم گره زده می‌شد. اشکان و شروانی اغلب دارای گلدوزی و نقش و نگاره‌های تزئینی هندی است.
شروانی در زمانهای گذشته لباس درباری مردان در هند بود که به مرور زمان تحول یافته و اکنون تبدیل به پوشاکی امروزی شده‌است و بیشتر در بخش شمالی هند پوشیده می‌شود.
این لباس در هم در مراسم رسمی و هم غیررسمی پوشیده می‌شود اما هندی‌ها آن را بیشتر در مراسم ازدواج و دیگر جشن‌ها بر تن می‌کنند.